# Einar Örn Benediktsson

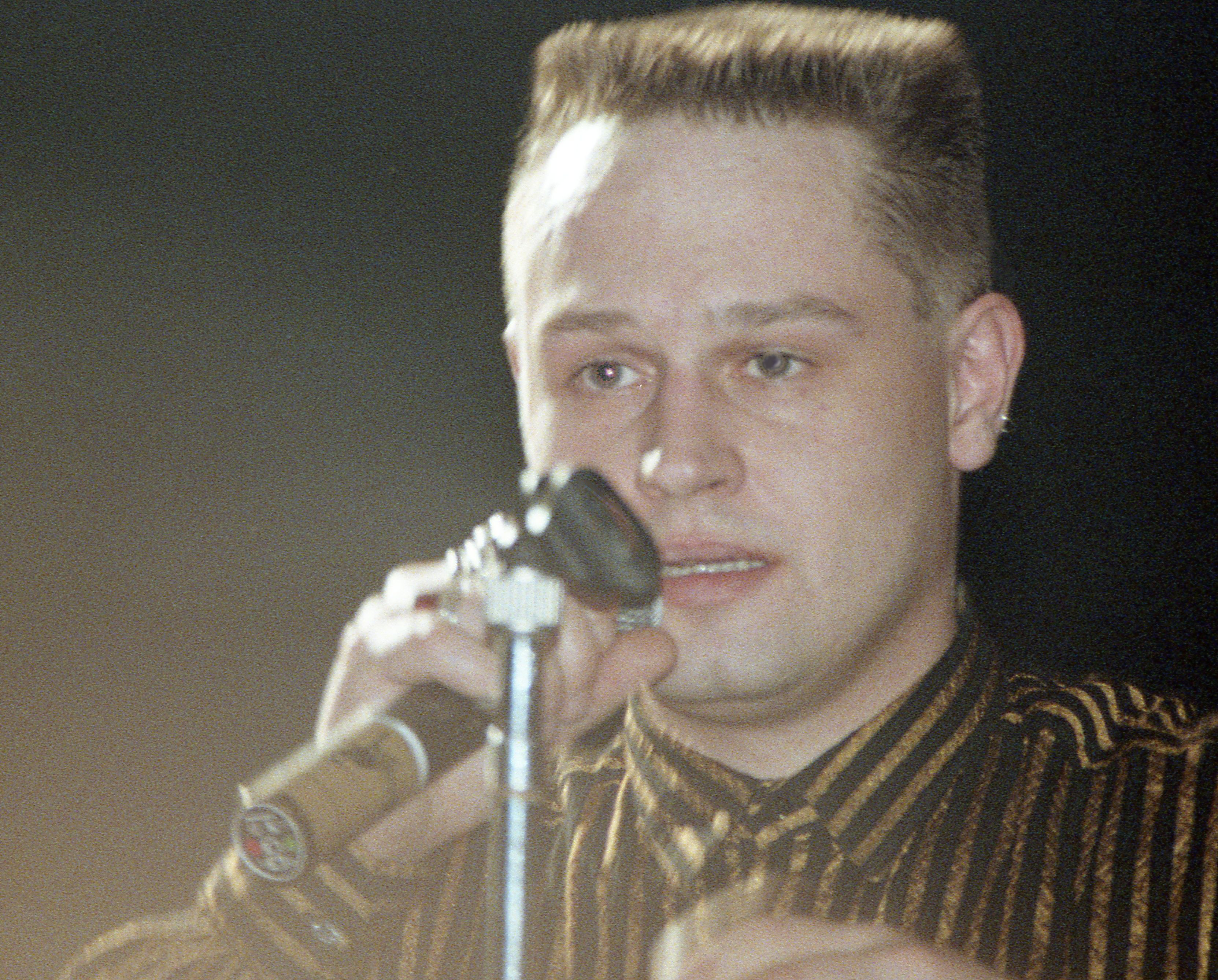
Einar Örn Benediktsson (1992)

Einar Örn Benediktsson (* 29. Oktober 1962) ist isländischer Musiker. Er war Sänger und Trompeter bei den Sugarcubes und arbeitete auch später noch weiter mit Björk zusammen. 

## Musikalischer Werdegang

### Purrkur Pillnikk
Seine ersten musikalischen Erfolge hatte er 1981 mit der isländischen Punkband Purrkur Pillnikk. Musikalisch hatte sich die Band dem punktypischen Drei-Akkorde-Sound verschrieben; schon damals gehörte Einar Örns exzentrischer Gesang zum Markenzeichen der Band.

### KUKL
1983 spielte er zusammen mit Björk in der avantgardistischen Punkband KUKL. Die Band zeichnete sich vor allem für ihren kompromisslosen Sound aus und rückte stilistisch in die Nähe der Einstürzende Neubauten.

### The Sugarcubes
Als Sänger der Sugarcubes war er umstritten. Er machte oft durch bizarre gesprochene Phrasen oder falsches Singen auf sich aufmerksam und übertönte damit den beim Großteil des Publikums beliebten Gesang von Björk. Einige Kritiker hingegen sahen seine Beiträge als wichtige Bestandteile der unkonventionellen, anarchischen Musik der Band an.
Die Sugarcubes lösten sich 1992 auf. Einar schrieb daraufhin eine Kolumne in einer Zeitung und arbeitete auch als Barkeeper. Die Musik trat für ihn während dieser Zeit eher in den Hintergrund. Später sagte er dazu: „I was discovering other things, like family life. I wanted to make music a hobby again“.

### Andere Projekte
1987 unternahm Einar Örn erste Ausflüge in synthetische Klanggefilde, zusammen mit ex-Soft Cell-Keyboarder Dave Ball und der Backgroundsängerin Rose McDowall, veröffentlichte er eine Single namens No Pain unter dem Projektnamen Ornamental.
1992 gründete er mit Hilmar Örn Hilmarsson (HÖH) das kurzlebige Projekt Frostbite, die experimentellen elektronischen Klänge des einzigen Albums The Second Coming stellen einen krassen Kontrast zu Einar Örns bisher eher rock-orientierten Schaffen dar.
1999 kam es zu einer weiteren Kollaboration mit HÖH, diesmal unter dem Namen Grindverk, wo auch ein alter Bandkollege, Sigtryggur Baldursson, mit an Bord war. Die Musik von Grindverk ist rein instrumental und sehr experimentell, irgendwo zwischen Free Jazz und Weltmusik anzusiedeln.
Zusammen mit Blurs Frontmann Damon Albarn steuerte Einar Örn 2000 den Soundtrack zu dem Film 101 Reykjavík bei.
Im Dezember 2003 formierte Einar Örn zusammen mit dem Musiker Curver die Band Ghostigital. Die Musik von Ghostigital ist von sehr harten elektronischen Sounds geprägt, die oftmals von Oldschool-Hip-Hop-Beats unterlegt sind, und neben Einar Örns eigenwilligem Gesang hin und wieder auch von einem echten Rapper begleitet werden. Ghostigital ist bisher Einar Örns beständigstes Projekt, das sich auch für diverse Remixe u. a. für Björk engagiert.

## Falschmeldung
Im Jahr 1989 sorgte ein Bericht in den Medien für gehörige Verwirrung in dem behauptet wurde, Einar und sein ebenfalls männlicher Bandkollege Bragi Ólafsson hätten in Dänemark ein Ehe-ähnliches Bündnis geschlossen. Dies wurde als die erste offizielle Ehe unter homosexuellen Musikern bezeichnet. Es konnten jedoch keine weiteren Belege für eine Beziehung der beiden veröffentlicht werden. Diese Falschmeldung war offenbar dadurch entstanden, dass Mitarbeiter des Musiklabels der Band eine beiläufige Bemerkung, die Beziehung der beiden Musiker wäre eine ideale Basis für eine Ehe, missinterpretiert hatten. Das Label veröffentlichte daraufhin eine Presseaussendung, in der sie den Musikern zur Ehe gratulierten, ohne die Angaben auch tatsächlich zu überprüfen.

## Musikunternehmer
Einar Örn gründete Anfang der 80er Jahre zusammen mit Ásmundur Jónsson das isländische Independent-Label Gramm, aus dem später das Label Smekkleysa hervorging.
Er arbeitete auch als Promoter von Konzerten (etwa für zwei Shows von Björk, oder auch für The Prodigy, Fugees und Massive Attack). Ebenso gründete er gemeinsam mit Partnern das erste Cybercafe in Reykjavík, das Siberia Cafe. Offenbar war diesem Projekt kein Erfolg beschieden: „We were too early. Those who knew what it was all about preferred to do their Internet hacking at home“.

## Jenseits der Musik
Bei der Wahl zum Stadtrat von Reykjavík 2010 gewann er einen der sechs Sitze der Partei Besti flokkurinn. Er ist Mitglied im Vorstand der 2012 gegründeten Partei Björt framtíð.
Einar Örn ist Vater des Musikers Kaktus des isländischen EinDub/Experimental-Duos Captain Fufanu.